# Nikola Žigić
Nikola Žigić (Servisch: Никола Жигић) (Bačka Topola (Vojvodina), 25 september 1980) is een voormalig betaald voetballer uit Servië die bij voorkeur als centrumspits speelde. Hij tekende in mei 2010 een vierjarig contract bij Birmingham City FC. In maart 2004 speelde hij zijn eerste van meer dan 45 interlands, eerst voor het Servisch & Montenegrijns- en later voor het Servisch voetbalelftal.

## Clubcarrière
Žigić werd in 2003 en 2005 verkozen tot speler van het jaar in Servië-Montenegro. Uitkomend voor Rode Ster Belgrado, speelde hij zich in de kijker van Racing Santander, waar hij voor vier jaar tekende. Eén jaar later nam Valencia hem voor € 17.000.000,- over. Žigić zat hier voornamelijk op de bank en werd onder meer een half jaar weer verhuurd aan Santander. In mei 2010 deed Valencia hem definitief van de hand aan Birmingham City, waar hij tekende voor een periode van vier jaar.

## Statistieken
| Seizoen | Club                      | Competitie                   | Duels | Goals |
| ------- | ------------------------- | ---------------------------- | ----- | ----- |
| 2003/04 | Rode Ster Belgrado        | Meridian Superliga           | 28    | 18    |
| 2004/05 | Rode Ster Belgrado        | Meridian Superliga           | 25    | 15    |
| 2005/06 | Rode Ster Belgrado        | Meridian Superliga           | 23    | 11    |
| 2006/07 | Rode Ster Belgrado        | Meridian Superliga           | 3     | 2     |
| 2006/07 | Racing Santander          | Primera División             | 32    | 11    |
| 2007/08 | Valencia                  | Primera División             | 15    | 1     |
| 2008/09 | → Racing Santander (huur) | Primera División             | 19    | 13    |
| 2008/09 | Valencia                  | Primera División             | 0     | 0     |
| 2009/10 | Valencia                  | Primera División             | 13    | 4     |
| 2010/11 | Birmingham City           | Premier League               | 25    | 5     |
| 2011/12 | Birmingham City           | Premier League               | 35    | 11    |
| 2012/13 | Birmingham City           | Football League Championship | 35    | 9     |
| 2013/14 | Birmingham City           | Football League Championship | 33    | 8     |
| 2014/15 | Birmingham City           | Football League Championship | 9     | 0     |
| Totaal  | Totaal                    | Totaal                       | 295   | 109   |

## Erelijst
- Birmingham City
  - League Cup: 2011
- Valencia CF
  - Copa del Rey: 2008
- Rode Ster Belgrado
  - Landskampioen: 2006, 2007
  - Kup Srbije i Crne Gore: 2007
- Persoonlijk
  - Servisch-Montegrijns voetballer van het jaar: 2003
  - Servisch voetballer van het jaar: 2007
  - Topschutter Prva savezna liga: 2004 (19 doelpunten)